# ابن الخازن الكاتب
أبو الفضل أحمد بن محمد بن الفضل الخازن البغدادي يعرف عمومًا ابن الخازن الكاتب (1078 - 1124) شاعر وخطاط عراقي من أهل القرن الحادي عشر الميلادي/ الخامس الهجري. ولد ببغداد وأصله من الدينور. كان ظريفًا أديبًا وكاتبًا. أطلع العماد على ديوان شعره وأورد بعض نظمه في الخريدة. توفي ببغداد. ولده أبو الفتح نصر الله الكاتب المشهور، اعتنى بجمع شعر والده فجمع منه ديوانًا. ذكره ابن خلكان.

## سيرته
هو أبو الفضل أحمد بن محمد بن الفضل بن عبد الخالق الدينوري البغدادي، ابن الخازن. ولد في بغداد سنة 471 هـ/ 1078 م ونشأ بها. وصفه الذهبي في سير أعلام النبلاء «الشَّاعِرُ، صَاحِبُ الخطِّ الفَائِقِ، وَالنَّظْمِ الرَّائِقِ...وَخطُّه يُقَارِبُ خَطَّ الكَاتِب أَبِي الفوَارس ابْن الخَازن.وَلَهُ وَلَدٌ نسخ المقَامَاتِ كَثِيْراً، وَهُوَ أَبُو الفَتْحِ نَصْرُ اللهِ بنُ أَحْمَدَ بنِ الخَازن.» كتب من المقامات نسخاً كثيرة.

توفي في صفر سنة 518 هـ/ مارس 1124 م في بغداد وعمره سبع وأربعون سنة.

## شعره
اعتنى بجمع شعره ولده أبو الفتح نصر الله في ديوان. ذكره ابن خلكان في وفيات الأعيان وأنباء أبناء الزمان وقال عن أسلوبه "وهو شعر جيد حسن السبك جميل المقاصد" و"جل شعره مشتمل على معان حسان. وصفه ابن الدمياطي " أديب، غزير الفضل، وشاعر مليح الشعر"، فمنه:
وله: